# LaLaport南港
Mitsui Shopping Park LaLaport 南港（簡稱LaLaport 南港）是位於南港經貿園區C3地上權開發案複合商業建築，由日商三井不動産以LaLaport品牌經營的商場，營業空間為地下一樓至地上六樓，47,000坪的空間。
商場進駐約300間店鋪、威秀影城，由台灣三井不動產股份有限公司-南港分公司負責。於2019年5月23日動工，原訂2021年底商場部分先營業，但因工期加上COVID-19疫情等因素延宕，而在2025年3月20日正式開幕。

## 樓層概覽
| 樓層 | 名稱                                               |
| ---- | -------------------------------------------------- |
| 6F   | 威秀影城、KidZania兒童遊樂園、主題餐廳             |
| 5F   | 威秀影城、KidZania兒童遊樂園、主題餐廳 ／美食街    |
| 4F   | 生活居家／嬰幼兒／內睡衣／書店／主題餐廳           |
| 3F   | 流行服飾／配件／運動戶外／主題餐廳                 |
| 2F   | 流行服飾／配件／運動戶外／主題餐廳                 |
| 1F   | 名品／流行服飾／配件／美妝保養／咖啡輕食／中央廣場 |
| B1   | 生活家電／食品名店／美食街／超市／服務／其他       |
| B2   | 機車停車場                                         |
| B3   | 汽車停車場                                         |
| B4   | 汽車停車場                                         |
| B5   | 汽車停車場                                         |

## 外部連結
- Mitsui Shopping Park LaLaport 南港